# The Egg (위어 단편)
"The Egg"(알)은 미국 작가 앤디 위어에 의해 쓰인 단편이며, 2009년 8월 15일에 그의 웹사이트 Galactanet에 공개되었다. 이는 위어의 가장 유명한 단편이며, 독자들에 의해 30개가 넘는 언어들로 번역되었다. 이야기는 죽은 뒤 "삶의 의미"를 깨닫는 이름없는 48세 성인에 대해 다룬다.

## 요약
이 이야기는 (이인칭에서) "당신"이라고 불리는 주인공, 그리고 (일인칭에서) "나"인 하느님에 대한 것이다. 48세 성인인 당신은 교통사고로 사망하며, 당신은 이전에 수많이 환생했고 당신은 다음에 기원전 540년의 중국 소작농 소녀로 환생하게 될 것이라고 말하는 - 나레이터인 하느님을 만난다. 하느님은 그리고 당신은 사실 시간을 가로질러 계속해서 환생했으며, 그동안 살았으며 앞으로 살게될 모든 인간들이 당신의 환생이라고 설명한다. 당신은 아브라함 링컨, 아돌프 히틀러, 예수였던 것을 언급한다. 하느님은 당신은 또한 한 때 존 윌크스 부스, 모든 홀로코스트 피해자 그리고 모든 예수를 따른 사람이였다고 말한다.
하느님은 다른 곳에도 신과 같은 존재들이 있으며, 당신 또한 어느날 신이 될 것이라고 설명한다. 온 우주가 주인공 (인류 전체)를 위한 달걀로서 만들어졌으며, 그리고 당신이 모든 인간의 삶을 살게된다면, 당신은 신으로 태어나게 될 것이라고 말한다. 하느님이 우주를 만든 이유는 주인공 - 당신이 이를 깨닫기 위한 것이었다: "당신이 어떤 사람을 피해줄 때마다... 당신은 당신 자신을 피해주고 있었어요. 그리고 당신이 다른 사람에게 친절을 배풀 때마다 자기 자신에게 그렇게 한거죠. 과거와 미래를 포함한 이 세상의 모든 사람이 겪은 행복과 불행을 당신은 이미 겪었거나, 앞으로 겪을꺼에요."

## 역사
Craftsman Founder Podcast와의 2015년 인터뷰에서, 위어는 다른 주제들과 함께 The Egg를 쓴 동기를 설명했다. 인터뷰에서, 위어는 그가 "삶이 결국에는 공정했던 것이었던 이야기를 쓰고 싶었다"라고 설명했다. 위어에 의하면, 거의 모든 종교들이 속담 "인과응보"에 대해 각자의 해석을 갖고 있으며 이 생각을 위주로 한다. 왜 한 영혼이 선형적으로 시간을 지나는 것 대신에 시간을 계속해서 가로질러서 환생하는 것으로 선택했는지에 대해 물었을 때, 위어는 모두가 하나의 영혼이라는 그의 생각은 환생이 시간을 가로질러서 일어날 때 작동할 것이라고 답변했다. 위어는 "40분 안에 마치고는 공개했으며, 그게 다였다"라며 그가 이야기를 빨리 썼다고 했다. 그는 이야기가 공개된 이후에 이야기가 끌게 된 인기를 기대하지 않았다.

## 대중문화에서
래퍼 로직은 "The Egg"를 2017년 공개된 그의 앨범 Everybody의 영감으로서 사용했으며, 중간 곡 "Waiting Room"에서 Neil deGrasse Tyson을 신으로 피쳐링하며 재창조했다.

## 같이 보기
- 아모르 파티
- 열린 개인주의
- 아드바이타 베단타
- Hiranyagarbha
- 범심론
- Cosmic egg